# Parus Business Center
Parus Business Center zkráceně Parus (ukrajinsky Бізнес Центр «Парус»), jinak též Elsburg Plaza (ukrajinsky «Ельсбург Плаза») nebo česky Plachta (ukrajinsky Парус, nebo angl. The Sail), je výšková budova v Kyjevě, hlavním městě Ukrajiny. Nachází se v samém centru města, v Pečerském rajónu, a po svém otevření v roce 2007 (dle některých zdrojů 2008) byla nejvyšší v zemi, přičemž výstavba byla zahájena v roce 2003. K roku 2022 je to čtvrtá nejvyšší budovu na Ukrajině.
Jde o kancelářskou budovu třídy „A“, což je nejvyšší kvalita podle kritérií BOMA International, která ji byla udělena moskevským ověřovacím fórem Hyperestate Awards dne 6. prosince 2005, ještě před dokončením stavebních prací.

## Základní parametry a vybavení
Mrakodrap dosahuje výšky 133,2 metry, v nejvyšším bodě až 149,6 metrů a má 33 nebo 34 podlaží (z toho 2 mechanické a 4 suterénní). Post nejvyšší budovy v zemi si udržel do roku 2010 (do hrubé stavby Carnegie Center Tower s výškou 168 metrů), nebo maximálně do roku 2013 než byl otevřen mrakodrap Gulliver s výškou 141 metrů. Kompletní zástavba zabírá plochu 300 676 m2 a celková užitná plocha podlaží je 75 000 m2.
Nabízí kancelářskou plochu o rozloze 48 910 nebo 50 400 m2. Typické kancelářské podlaží má 1 168 m2, od podlahy k podlaze výšku 3,9 metrů a ke stropu 3,1 metrů. Zkonstruováno je pro max. zatížení 250 (nebo 450) kg/m2. Dále nabízí konferenční centrum pro až 400 hostů, přibližně 2 400 m2 pro maloobchodní prodej a plochu 2 700 m2 zabírají restaurace a kavárny (4. a 31. podlaží). K dispozici je i posilovna. V suterénních podlažích se nachází parkoviště s kapacitou 300 automobilů (75 míst/podlaží, celkem 10 987 m2). Využít lze ještě venkovní parkoviště pro 250 vozů, kde je též VIP zóna. Mechanické podlahy (strojovny) zabírají prostor o rozloze 9 136 m2.
Pro vertikální přepravu je zde k dispozici 10 výtahů, z toho 8 rychlovýtahů (max. kapacita 20 osob) s pokročilým řídícím systémem od firmy Otis Worldwide Corporation. Jezdí rychlostí 8 m/s (tj. 28,8 km/h), do nejvyššího patra se člověk může dostat za 17 sekund. Dále je zde 1 požární a 1 nákladní výtah, které dodala společnost ThyssenKrupp Elevator.
Budova je plně klimatizovaná (HVAC – heating, ventilation and air conditioning) a monitorována 24 hodin denně bezpečnostním kamerovým systémem. Proti požáru ji chrání požární hlásič a především instalované hasicí zařízení, sprinklery.

## Historie
Do 11. prosince 2008 byla na střeše umístěna reklama s nápisem Concorde, což byl název jedné z investičních firem sídlící v budově. Nápis byl však demontován kvůli souvislostem s finanční krizí ve společnosti a neschopnosti reklamu splácet. Od listopadu 2010 je na reklamním roštu připevněn nápis City Commerce Bank.
Dne 28. května 2008 tři adrenalinoví nadšenci vylezli až na střechu budovy, odkud z výšky ~130 metrů provedli tzv. BASE jump. Všichni tři sice úspěšně přistáli a přežili, ale hlídací služba byla kvůli tomuto incidentu propuštěna.